# Ksawery Szlenkier
Ksawery Szlenkier (ur. 9 stycznia 1981 w Warszawie) – polski aktor filmowy, telewizyjny i teatralny.
W 2005 roku ukończył studia na wydziale aktorskim PWSFTviT w Łodzi. W tym samym roku otrzymał nagrodę Zarządu Głównego ZASP za rolę Raskolnikowa w „Swidrygajłowie” w reż. J. Gajosa na XXIII Festiwalu Szkół Teatralnych w Łodzi.
Współpracował m.in. z Teatrem Nowym w Łodzi, Teatrem im. S. Jaracza w Łodzi, Teatrem Narodowym w Warszawie.
Zagrał u boku Emily Watson w „Within the whirlwind” (Wichry Kołymy) w reżyserii laureatki Oscara Marleen Gorris, a także w międzynarodowych produkcjach takich jak: „My name is Sara” w reżyserii Stevena Oritta, „The coldest game” (Ukryta gra) Łukasza Kośmickiego, czy „Sprava – The Reporter Movie” uznanego słowackiego reżysera Petera Bebjaka. Polskiej publiczności znany z serialu TVP2 „Czas honoru”, filmu Juliusza Machulskiego „Ambassada” i z produkcji Canal+ „Krew z krwi” w reżyserii Xawerego Żuławskiego. Współpracował też m.in. z Władysławem Pasikowskim czy Michałem Rosą.
Aktor jest mężem Małgorzaty Buczkowskiej.

## Filmografia
- 2002–2010: Samo życie – Witold
- 2003: Psie serce – Marek
- 2003: Anabioza
- 2003–2014: Na Wspólnej – Krzysztof Smoliński
- 2004–2005: Pensjonat pod Różą – Filip
- 2004: Kryminalni – fotoreporter (odc. 13)
- 2005: Tak miało być – Bartek Buras
- 2007: Prawo miasta – prawnik Marca (odc.15)
- 2008: Within The Whirlwind, reż. Marleen Gorris – Mazincew
- 2008: Niezawodny System – Witold
- 2009–2010: Czas honoru s.2, s. 3 – Krzysztof
- 2010: Hotel 52 – Jarek (odc.10)
- 2010: Apetyt na życie – doktor Mariusz Wróblewski
- 2011: Wiadomości z drugiej ręki – Andrzej Szwed
- 2011: Rezydencja – Eryk
- 2011: Komisarz Alex – Rafał Lipski (odc.7)
- 2011–2013: Barwy szczęścia – Mariusz Serafiński
- 2012: Krew z krwi – Janusz Wieczorek, mąż Marleny (odc. 1-8)
- 2013: Radosław – kapitan „Niebora”
- 2013: AmbaSSada – Otto Klatsch
- 2014: Na dobre i na złe – Marcin Dackiewicz (odc.552)
- 2014: Jack Strong – zastępca prokuratora
- 2016: Maria Skłodowska-Curie – reż. Marie Noelle – sekretarz
- 2016: Komisja morderstw, odc.9 „Korzenie” – Jakub Roth
- 2017: My name is Sara, reż. Steven Oritt – ojciec Sary
- 2017: Lekarze na start, odc. 16 – Paweł
- 2018: Komisarz Alex, s. 12 ep.1 – Maks
- 2019: The Coldest Game, reż. Łukasz Kośmicki – Ryan Medalie
- 2019: Sprava – The Reporter Movie, reż. Peter Bebjak – Adamek
- 2020: Jonasz z 2B – ksiądz
- 2020: Kierunek: Noc – mechanik Jakub Kieslowski
- 2021: Wyszyński zemsta czy przebaczenie – kardynał Stefan Wyszyński
- 2023: Korona królów. Jagiellonowie – Otto von Vought

## Spektakle
- 2005: Poszaleli – Teatr Nowy w Łodzi
- 2005: Choroba młodości – Teatr Nowy w Łodzi
- 2006: Kac – Teatr Nowy w Łodzi
- 2008: Balkon – Teatr im. S. Jaracza w Łodzi
- 2008: Mewa albo czajka – Teatr Scena Prezentacje
- 2009: Rozmowy w parku – Teatr Scena Prezentacje
- 2010: Barbelo, o psach i dzieciach – Teatr im. S. Jaracza w Łodzi
- 2010: Lustra – Teatr Laboratorium
- 2011: Hiob – Teatr na Bielanach
- 2013: Bezimienne dzieło – Teatr Narodowy w Warszawie
- 2014: Zbójcy – Teatr Narodowy w Warszawie
- 2016: Mój syn, Maksymilian – Teatr Oratorium
- 2017: Historyja o chwalebnym Zmartwychwstaniu Pańskim – Teatr Oratorium
- 2018: Sceny z Wieczernika – Teatr Oratorium
- 2019: Wieczernik – Teatr Telewizji